# Rivière Mégiscane
Pour les articles homonymes, voir Mégiscane.
La rivière Mégiscane est un affluent du lac Parent. Elle coule dans le nord-ouest du Québec, au Canada, dans les régions administratives de :
- la Mauricie : à l'extrême Ouest du territoire de la ville de La Tuque ;
- l'Abitibi-Témiscamingue : dans le territoire de Senneterre, dans la municipalité régionale de comté (MRC) de Abitibi. Son embouchure est située dans le territoire non organisé (TNO) du Lac-Despinassy.

La rivière Mégiscane est l'une des plus importantes rivières de la région de l'Abitibi-Témiscamingue. Elle a la réputation d'être un endroit privilégié pour pêcher l'esturgeon.
La foresterie constitue la principale activité économique de ce bassin versant ; les activités récréotouristiques arrivent en second. La surface de la rivière est généralement gelée de la mi-décembre à la fin avril.

## Géographie

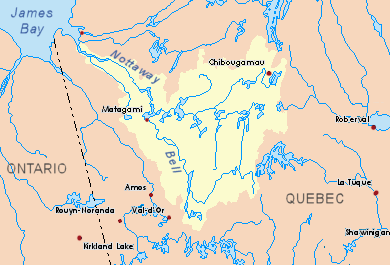
Bassin versant de la rivière Nottaway.

La rivière Mégiscane prend sa source à l'embouchure du lac Françoise (longueur : 1,3 km ; altitude : 434 m). Ce lac est situé du côté est du lac Barrot (qui est le lac de tête de la rivière Chênevert), soit à :
- 1,4 km à l'est du cours de la rivière Suzie ;
- 14 km à l'ouest de la limite entre les régions administratives de la Mauricie (La Tuque) et d'Abitibi-Témiscamingue (Senneterre) ;
- 42,9 km au sud-ouest d'une baie du réservoir Gouin ;
- 121,5 km à l'est du centre-ville de Senneterre ;
- 116,3 km à l'est de la confluence de la rivière Mégiscane avec le lac Parent.

Dans sa partie supérieure, cette rivière parcourt d'abord 24,0 km dans Senneterre (ville), puis 27,5 km dans La Tuque, en longeant vers le nord la limite Est de la région administrative de l'Abitibi-Témiscamingue, où elle traverse
les lacs du Poète, Rivas et de la Tête. Le courant de cette rivière revient ensuite dans Senneterre et traverse notamment les lacs Pascagama, Canusio, lac Mégiscane, Berthelot et Faillon. Cette rivière termine sa course dans le lac Parent non loin de Senneterre. Au total, elle parcourt 249,6 km avec un débit moyen de 392 m3/s.
Cours supérieur de la rivière Mégiscane (segment de 43,1 km)
À partir de l'embouchure du lac Françoise, la rivière Mégiscane coule sur :
- 1,8 km vers le nord, en traversant les lacs Madeleine, Roger et Jean-George, jusqu'au chemin de fer du Canadien National ;
- 2,0 km vers le nord, en traversant le lac Octavie (altitude : 433 m) sur sa pleine longueur ;
- 6,6 km vers le nord, en traversant le lac Oublié et le lac Chassiagne (altitude : 426 m), sur 4,9 km, en passant à l'est de la montagne de l'Aigle (sommet atteignant 458 m) ;
- 2,7 km vers le nord, en traversant le lac de la Tour (altitude : 426 m) sur sa pleine longueur. Note : Le sommet de la Montagne des Gardes-Feu, située à l'ouest du lac de la Tour, atteint 512 m ;
- 6,3 km vers le nord, en traversant le lac Bouillet (altitude : 423 m) et la partie sud du lac Angéline (altitude : 418 m) ;
- 3,2 km vers l'est, en traversant la partie nord du lac Bonhomme (altitude : 411 m) sur 1,6 km ;
- 8,9 km vers le nord, puis le nord-Est en coupant la limite entre l'Abitibi-Témiscamingue et la Mauricie, jusqu'à la rive sud du "Lac Rat d'Eau" (altitude : 405 m) ;
- 7,5 km vers le nord en Mauricie, en traversant le "lac Rat d'Eau" (altitude : 426 m) lequel est formé par l'élargissement de la rivière. Note : ce lac reçoit sur sa rive est les eaux du ruisseau Provancher ;
- 4,1 km vers l'ouest, puis vers le nord en Mauricie en traversant le lac du Poète (altitude : 405 m). Note : Le barrage de la Mégiscane d'Hydro-Québec a été aménagé en 1954 (puis modifié en 1992) en terre à l'embouchure naturelle du lac du Poète. D'une longueur de 501 m et d'une hauteur de 9,8 m, ce barrage peut retenir jusqu'à 7 590 000 000 de mètres cubes d'eau. Ce barrage comporte cinq infrastructures dont deux digues et trois barrages. Il était désigné barrage Mégiscane jusqu'au 18 septembre 2002 ; puis, barrage de la Mégiscane. Un déversoir auxiliaire a été aménagé sur la rive est du lac, lequel se déverse vers le réservoir Gouin.

Cours intermédiaire de la rivière Mégiscane (en amont du lac Mégiscane et en aval du lac du Poète) (segment de 71,0 km)
À partir de l'embouchure du lac du Poète, la rivière Mégiscane coule sur :
- 4,5 km vers le nord en Mauricie, en traversant le lac Rivas (altitude : 397 m) ;
- 6,8 km vers le nord, en traversant le lac de la Tête (longueur : 7,8 km ; altitude : 396 m) ;
- 7,8 km vers le nord, puis vers le sud-ouest en coupant la limite Est de l'Abitibi-Témiscamingue, jusqu'à la confluence de la décharge du lac Bernier (venant du sud) correspondant à l'embouchure de la rivière Suzie ;
- 9,9 km vers le nord-ouest, puis le sud-ouest, en traversant la partie sud du lac Pascagama (altitude : 388 m) ;
- 9,0 km vers le sud-ouest, jusqu'à la confluence de la rivière Kekek (venant du sud) ;
- 13,5 km vers le nord, en traversant le lac Ouiscatis (altitude : 388 m) sur 12,5 km ;
- 9,2 km vers le sud-ouest, puis le nord, en traversant le lac Canusio (altitude : 388 m) ;
- 10,3 km vers le sud-ouest, puis le nord-ouest, en traversant le lac Mégiscane (altitude : 387 m) ;

Cours intermédiaire de la rivière Mégiscane (en aval du lac Mégiscane) (segment de 78,2 km)
À partir de l'embouchure du lac Mégiscane, la rivière Mégiscane coule sur :
- 11,3 km vers le sud-ouest, jusqu'à la rive est du lac Berthelot ;
- 8,6 km vers le sud-ouest, en traversant le lac Berthelot (altitude : 385 m). Note : Le lac Berthelot reçoit du côté sud les eaux de la rivière Berthelot et du côté nord, la rivière Macho ;
- 7,3 km vers le sud-ouest, jusqu'à la confluence de la rivière Achepabanca (venant du nord) ;
- 15,3 km vers le sud-ouest, jusqu'à la confluence de la rivière Capousacataca (venant du nord) ;
- 10,6 km vers le sud-ouest, jusqu'au pont enjambant la rivière, juste en amont du ruisseau Hubert (venant de l'est) ;
- 6,8 km vers le sud-ouest, jusqu'à la rive nord-Est du lac Faillon ;
- 18,3 km vers le sud-ouest, en traversant le lac Faillon (largeur : 2,2 km ; altitude : 355 m) sur sa pleine longueur, jusqu'à son embouchure. Note : la route forestière passe sur le pont à l'embouchure du lac afin de relier l'embranchement routier de la rive nord du lac.

Cours inférieur de la rivière Mégiscane (segment de 57,2 km)
À partir de l'embouchure du lac Faillon, la rivière Mégiscane coule sur :
- 5,0 km vers le sud-ouest, jusqu'à la confluence de la rivière Collin (venant du nord) ;
- 5,2 km vers le sud-ouest, jusqu'à une première chûte ;
- 3,9 km vers le sud-ouest en coupant le chemin de fer du Canadien National, jusqu'à une seconde chûte ;
- 10,4 km vers le sud-ouest, en formant une courbe vers le sud en zone de marais, jusqu'au ruisseau Signay (venant du nord) ;
- 15,3 km vers le nord-ouest, jusqu'au ruisseau Sunday (venant du nord) ;
- 3,2 km vers le sud, jusqu'à la confluence de la rivière Tavernier (venant du sud-est) ;
- 10,4 km vers le nord-ouest, en formant une courbe vers le sud où elle traverse une zone de marais, jusqu'au chemin de fer du Canadien National ;
- 3,8 km vers le nord-ouest, en coupant une route forestière, jusqu'à la confluence de la rivière[2].

La rivière Mégiscane se déverse sur la rive est du lac Parent (Abitibi) entre deux bandes de terre qui s'avancent vers l'ouest dans le lac, à :
- 13,5 km au nord du centre-ville de Senneterre ;
- 27,9 km au sud de l'embouchure du lac Parent ;
- 19,4 km au sud de la confluence de la rivière Brassier avec le lac Parent.

## Toponymie
Son nom, comme celui du lac, dérive de l'algonquin metshishkan ou mesiskine et signifie hameçon, en référence à sa qualité comme lieu de pêche.
Une carte de 1898 de la province de Québec fait mention de la rivière Mékiskan pour désigner ce cours d'eau. Une carte géologique datée de 1935 fait plutôt référence à l'appellation rivière Monet.
Le toponyme rivière Mégiscane a été officialisé le 5 décembre 1968 à la Commission de toponymie du Québec.

## Production hydroélectrique
Durant les années 1940 et 1950, la société Shawinigan Water and Power Company qui détenait la concession des forces hydrauliques de la rivière Saint-Maurice, effectue plusieurs études afin d'évaluer le détournement potentiel de rivières vers ses centrales hydroélectriques. Après plusieurs hésitations, le gouvernement du Québec autorise le détournement partiel de la Mégiscane vers le bassin de la rivière Saint-Maurice en 1951.
Le barrage a été construit en 1954 dans la municipalité de La Tuque, en Mauricie. Un second barrage et un canal servent parfois à dévier partiellement le flot de la rivière pour alimenter le réservoir Gouin et les barrages hydroélectriques de la rivière Saint-Maurice.
Ce projet a été mené en parallèle avec l'installation de turbines supplémentaires aux centrales de Rapide-Blanc, de Trenche et de La Tuque. Le coût total du projet, qui a permis d'augmenter la puissance installée de la société de 150 000 hp (120 MW), est estimé à 14 millions de dollars.